# HA ha!... (pièce de théâtre)
HA ha!... est une pièce de théâtre de Réjean Ducharme mise en scène pour la première fois en 1978 par Jean-Pierre Ronfard au Théâtre du Nouveau Monde. Elle est publiée en 1982. Réjean Ducharme remportera deux prix pour cette pièce : le Prix du Gouverneur général de 1982 et, un an plus tard, le Grand prix du journal de Montréal. Pour le critique Robert Lévesque, « HA ha!... est le chef-d'œuvre de Réjean Ducharme au théâtre et la pièce la plus forte du théâtre québécois ».

## La pièce

### Argument
« Dans un grand appartement agressivement confortable se réunissent quatre personnages : Sophie la rousse, Roger son amant gras et mou, Bernard l'élégant taré alcoolique et sa toute jeune épouse Mimi, passive et coupable de naissance. (…) Embarqués dans l'exploration frénétique du fond de la médiocrité, ils s'exaltent au ratage de leurs performances. (…) Dans sa rigueur absolue, le jeu de la poisse aboutit à la destruction du théâtre. Le show, privé de spectateurs, se transforme en happening avec ses corollaires : l'orgie d'alcool et de sexe, le délire paranoïaque, la mort ». Argument de la pièce réalisé par Huguette O'Neil dans son livre Vivre caché, Réjean Ducharme, écrivain génial.

### Inspirations
Pour Lorraine Pintal, qui met en scène la pièce en 1990, c'est le langage exploréen de Claude Gauvreau qui a inspiré Réjean Ducharme. Le dramaturge découvre ce langage lorsqu'il est engagé par Gérald Godin au moment de l'édition de l'œuvre complète de M. Gauvreau pour corriger les épreuves. Gérald Godin est d'ailleurs mis en scène dans la pièce : toujours selon Mme Pintal, il serait incarné par le personnage de Roger, « qui dit qu'il écrit ses ''Bedits discours du drône'' à ses deux filles qui n'existent pas, pour qu'elles deviennent premières ''minisses'' » (p. 267). Dans le livre de Huguette O'Neil, on apprend que Gérald Godin a justement été élu ministre en 1976 puis réélu député en 1981, 1985 et 1989.

## Enjeux de la pièce

### Un jeu sur le théâtre
Lorraine Pintal s'exprime lors d'une table ronde animée par le critique Gilbert David sur les enjeux de la pièce. Elle parle d'abord d'une mise en abyme du théâtre, thème récurrent chez Ducharme, dans laquelle les personnages de la pièce jouent à jouer des rôles sur scène. Cette mise en jeu, cette distanciation, permet de mettre en avant une « critique permanente que le personnage fait à l'acteur » (p. 259). Les personnages s'entre-dévorent dans ce huis clos, veulent s'impressionner, puis traitent cet objet théâtral, créé par cette mise en jeu, de façon impitoyable.

### L'enjeu de la langue
Pintal dit aussi que c'est un véritable défi de la langue pour les acteurs et les metteurs en scène.
Pour elle, si l'auteur n'écrit pas en joual c'est parce qu'il ne comprend pas cette langue. Il fait ainsi de sa pièce une critique des gens qui parlent français, franglais, joual, français de France, avec des accents : accent parigot, franchouillard, québécois de fond de ruelle, en roulant les r, …
Voici quelques exemples des particularités de la langue dans la pièce :
| Originalité de la langue                     | Exemples |
| Invention de mots                            | « tu es zagtive toi » (p. 16) |
| Espagnol                                     | « permiso ? » (p. 16) |
| Mots avec syllabes mélangées                 | « tapates » : patates (p. 17) « Assude du Fric » : Afrique du Sud (p. 21) |
| Mots-valise                                  | « grimpadaires » (p. 17) « avodka » (p. 82) |
| Mots prononcés bizarrement                   | Roger lit son discours en se bouchant le nez : petit devient « bedit », couleur : « gouleurs » (p. 15) « poreaux de téréphone » (p. 17) Roger en fumant : « Les barfums en liberté boyagent, ils se bolatilisent... » (p. 17) |
| Mots anglais francisés                       | « mouver » (p. 17), « ballounes » (p. 19), « le phone » : le fun (p. 23) |
| Mots appartenant à un autre niveau de langue | « apathie » (p. 16), « mucilagineux » (p. 17) |
| Jeu sur la sonorité des mots                 | « Oignon! Oignon don! Moignon moignon! » (p. 18) « mûrisse » // « interstices » (p. 18) |
| Répétitions de syllabe                       | « Dis-moi pas que que... quequeque... » (p. 18) « tu m'enterres pas pou pou pour que » (p. 18) « toi tutu tututu tu te dandines » (p. 22)                                                                                     |
| Interjections                                | « Hon ! » (p. 18), « Woops » (p. 19), « Han ? » (p. 22) |
| Jeux de mots                                 | « Je suis sur le pont de pondre des mesures dragonienne » (p. 18) « les flôts de la mer rouge à lèvre » (p. 21) |
| Marques d'oralité                            | « tétun drôle de coco ! » (p. 18) « Sapa dalure » (p. 18) « tu me passes- tu ? » (p. 20) |
| Métaphores                                   | « tu me traites comme une bouilloire ! » (p. 16) « traîner ma peau comme la nappe souillé d'une surprise partie ! » (p. 18)                                                                                                   |
| Erreurs                                      | « si j'aurais su je serais venu » (p. 32) |
| Mots liés                                    | « un-autre-puis-un-autre-comme-je-te-connais » (p. 32) « fameuse pierre-deux-coups » (p. 34) « pas-une-petite-bosse » (p. 36)                                                                                                 |

On peut aussi noter la non conventionnalité des didascalies avec les exemples suivants : « ROGER, ironisant pendant le petit numéro de Sophie, pas si petit que ça » (p. 16), « tout feu tout femme » (p. 31), « un pied en l'air, tout le tralala » (p. 32), « Ah, il souffre vraiment » (p. 74) qui ironisent souvent la situation.

### Une réflexion politique et sociétale
« Ha Ha!...est probablement la pièce où un auteur québécois a le mieux réussi à traduire l’écartèlement de l'identité québécoise entre les influences extérieures qu'ont été l'influence européenne et l'influence nord-américaine anglo-saxonne » dit Pintal (p. 266). Elle continue en disant que dans le texte il y a beaucoup de références à d'autres cultures comme avec le chanteur français Serge Lama (p. 19) et, pour elle, cela appuie le fait que cette pièce est la plus critique par rapport à l'identité québécoise dans les années 1975. Une identité qui « se cherchait une place, une mère-patrie, un territoire à imposer au monde entier » (p. 267). Cette volonté de s'imposer s'illustre à travers le personnage de Roger, ce faux poète qui force les gens autour de lui à jouer à un jeu dangereux, comme le fait de vouloir enlever la pureté de Mimi.
Les autres références à la culture québécoise, comme l'annonce des bas-culottes Whisper (p. 18), la chanson de Michel Pagliaro Ti-Bidon (p. 21) ou encore le quotidien Montréal-Matin (où le dramaturge travaille en tant que correcteur (p. 41)) ainsi que l'évocation de lieux communs tels que les guerres, la Bible ou encore le compositeur italien Vivaldi, montrent une volonté de l'auteur d'inscrire sa pièce dans un contexte réaliste.
Pour la metteuse en scène, la pièce dénonce aussi la société de consommation qui concerne tous les mouvements politiques de l'époque, « que ce soit le RIN, le FLQ, le PQ » (p. 267) et en lesquels il ne faut pas croire. C'est ce qui en fait une pièce apolitique. Plus généralement, elle dit que c'est une dénonciation de tous les systèmes politiques totalitaires.
La pièce est aussi antireligieuse, toujours selon Lorraine Pintal, notamment avec le personnage de Roger quand il urine sur les chandelles ou quand il blasphème pour effrayer Mimi. Bernard, l'alcoolique, représenterait tous les Québécois, il veut changer le monde mais il passe ses journées à boire.

### Une mise en scène de l'auteur lui-même
Pour Pintal, le personnage de Mimi, à qui les autres personnages veulent enlever la pureté, représente M. Ducharme lui-même. Pour elle, Mimi représente plus M. Ducharme que Roger avec sa maladie de peau, sa peur d'être touchée, et le fait que les autres personnages la traitent de manière cruelle. La deuxième partie engage le rituel de mort qui amène Mimi à vouloir sortir du jeu. Elle sort du plateau et doit trouver son identité ailleurs que dans le jeu théâtral, c'est là que la metteuse en scène relie le personnage au dramaturge.
Gilbert David contrebalance cet avis. Pour lui, Mimi représente certes la fragilité de la vie mais ce sont bien les quatre personnages du dramaturge qui se battent en lui.

## Mises en scène

### Historique des mises en scène de la pièce
La pièce est représentée pour la première fois au Théâtre du Nouveau Monde (TNM) dans une mise en scène de Jean-Pierre Ronfard du 10 mars au 8 avril 1978. Plus de dix ans plus tard, en 1990, elle est reprise au TNM dans une mise en scène de Lorraine Pintal du 23 janvier au 17 février. Cette mise en scène sera reprise au Théâtre Denise-Pelletier dans le cadre du Festival de théâtre des Amériques en mai 1991. La pièce sera également jouée en 2003 au Théâtre du Trident, à Québec, dans une mise en scène de Frédéric Dubois du 16 septembre au 11 octobre. Finalement, elle est reprise une troisième fois au TNM en 2011 dans une mise en scène de Dominic Champagne du 15 novembre au 10 décembre.

### Une approchefoirade[1], la mise en scène de Jean-Pierre Ronfard
Distribution :
- Sophie : Sophie Clément
- Roger : Gilles Renaud
- Bernard : Robert Gravel
- Mimi : Jocelyne Goyette

Jean-Pierre Ronfard hésite à mettre en scène la pièce, disant en avoir eu peur lors de sa première lecture. Il déclare que l'expérience s'avère « merveilleuse » dans un entretien avec Robert Lévesque. Dans le même entretien, il dit que ce qui le séduit dans cette pièce, au-delà de la langue, ce sont les dialogues de scènes entières qui se font dans les coulisses et dont on ne voit rien. C'est quelque chose qui ne se fait pas au théâtre.
« Avec HA ha!... on a peur de jouer la pièce comme elle est écrite » dit le metteur en scène. Il explique ensuite qu'il regrette d'avoir manqué d'audace et de ne pas avoir suivi toutes les indications du dramaturge mais que ce n'était pas possible au TNM. Il ajoute qu'il pense qu'il l'aurait fait au Théâtre expérimental.
Il explique avoir effectué un vrai travail de rigueur sur le texte. Il va aussi rencontrer Réjean Ducharme pour avoir une explication sur une trentaine de mots sur lesquels lui et ses acteurs butaient. Une rencontre désastreuse, dit-il, car l'auteur démonte sa pièce et veut réécrire certains passages. D'après Ronfard, c'est par peur que l'auteur agit ainsi. Ils décident néanmoins de jouer la version originale, ce que Ducharme approuve finalement.

### Une approche esthétique, la mise en scène de Lorraine Pintal
Distribution :
- Sophie : Marie Tifo
- Roger : Robert Lalonde
- Bernard : Gaston Lepage
- Mimi : Julie Vincent

Décors : Danièle Lévesque
Musique originale : Yves Chamberland
Lorraine Pintal commence son travail en lisant le texte sans les didascalies pour « masquer les notes de scènes de l'auteur et commencer le travail de conceptualisation sur une page blanche. » (p. 258). Elle explique que la notion de théâtre est très importante chez M. Ducharme. Il admire les comédiens et leur crée des rôles injouables qui les rendent mauvais « Le but de la représentation, c'est d'être mauvais, être ''dans le fond du trou du phone'' »(p. 259). Pour elle, « c'est ce qu'il dit dans HA ha!..., d'aller au fond de la poisse, d'être poisseux, de foirer, d'être le plus grand foireux du monde, et c'est lorsqu'on est le plus grand foireux du monde qu'on est meilleur. ». C'est ce qui l'intéresse dans sa mise en scène, aller dans le fond de la poisse. Le déclencheur pour elle va être d'imaginer que la pièce est écrite par Roger qui la dactylographie de manière obsessive en continu, l'enregistre sous forme de petits discours, dicte du texte aux autres personnages pour finalement expulser quelqu'un hors du jeu et ainsi prouver que la pièce n'était pas bonne. Roger devient alors le maître de foire, de grotesque ; même Sophie qui a bon caractère est obligée de lui dire qu'il lui fait peur. Mme Pintal le voit comme un dictateur, Bernard le présente d'ailleurs ainsi en le comparant à Hitler.
Le défi qui va rapidement apparaître est de rendre cette langue imagée pour que le spectateur puisse la visualiser. Elle explique qu'il faut donc trouver une manière d'articuler pour rendre audible tous les jeux de langue du dramaturge. Elle ajoute qu'au-delà de la langue, c'est une pièce complexe avec de véritables défis d'acteurs qui nécessitent une obligation physique. Il faut se « mettre à bouger la pièce »(p. 269) pour trouver son sens premier.
Elle met en avant l'importance du char (terme québécois pour désigner une voiture) qui, pour elle, est le symbole de la violence et de l'ancrage identitaire. Dans sa mise en scène, cela se traduit par la présence d'un char sous l'appartement où se déroule l'action. Un autre élément important dans sa mise en scène pour Gilbert David, c'est la présence de poissons exotiques au-dessus de la scène. Pour lui, cela donne une image d'un monde suspendu, dans le vide. Il le voit comme « la mise en abyme de la situation des personnages eux-mêmes qui tournent en rond comme des poissons dans leur univers clos » (p. 269).

### Points communs et différences de ces deux mises en scène
Pour Gilbert David, ce qui ressort dans les deux mises en scène, c'est la présence de la violence et pour lui c'est l'essentiel. Il insiste sur le fait que cette violence doit être cathartique parce que sinon elle est gratuite.
Robert Lévesque, lui, qualifie l'approche de Ronfard de foirade et l'approche de Pintal d'esthétique. La différence qu'il relève réside dans la fin de la pièce avec le personnage de Mimi. Dans la mise en scène de Jean-Pierre Ronfard, le personnage de Mimi est tué par le jeu. Elle est expulsée du huis clos qu'il qualifie de « huis clos expulsif » (p. 272). Dans la mise en scène de Lorraine Pintal, Mimi saute en bas du plateau et on entend un bruit de simulation d'accident de voiture. Pour lui, ça apporte le fait que Mimi a peut-être raison, que les mots veulent bien dire quelque chose et que les autres ne sont que des comiques professionnels. Il se demande alors « pourquoi esthétiser l'univers de celui qui combattait l'esthétisme » (p. 272).
Le metteur en scène Martin Faucher, lui aussi présent lors de la table ronde, dit que la première mise en scène est témoin du « préfini québécois et du Boiteux Luminaire propres aux années 1975-1976 » (p. 273), tandis que la seconde témoigne du désespoir québécois. Il voit alors Réjean Ducharme comme un visionnaire qui montre que l'argent nous perd. Ainsi le décors de 1990, réalisé par Danièle Lévesque pour la mise en scène de Lorraine Pintal, amène le Las Vegas d'aujourd'hui.